# 埃尔曼·乔治·贝热
埃尔曼·乔治·贝热（法語：Herman Georges Berger，1875年8月1日—1924年1月13日），法国男子击剑运动员。他曾获得1908年夏季奥运会击剑比赛男子重剑团体金牌，他也参加了1900年夏季奥运会，但未获得奖牌。